# 타메를란 바샤예프
타메를란 타우소비치 바샤예프(러시아어: Тамерла́н Та́усович Баша́ев, 1996년 4월 22일~)는 러시아의 유도 선수이다. 세계 유도 선수권 대회에서 금메달 1개, 은메달 2개, 동메달 1개를 획득했으며, 2020년 하계 올림픽에서 슈퍼헤비급 동메달을 획득했다.